# Antoine-Guillaume Rampon
Antoine-Guillaume Rampon (Saint-Fortunat-sur-Eyrieux, 16 marzo 1759 – Parigi, 2 marzo 1842) è stato un generale francese.
Fu attivo durante le guerre rivoluzionarie francesi e le guerre napoleoniche. Il suo nome è inciso sotto l'Arco di Trionfo di Parigi.

## Biografia

### Gli inizi e le guerre rivoluzionarie francesi

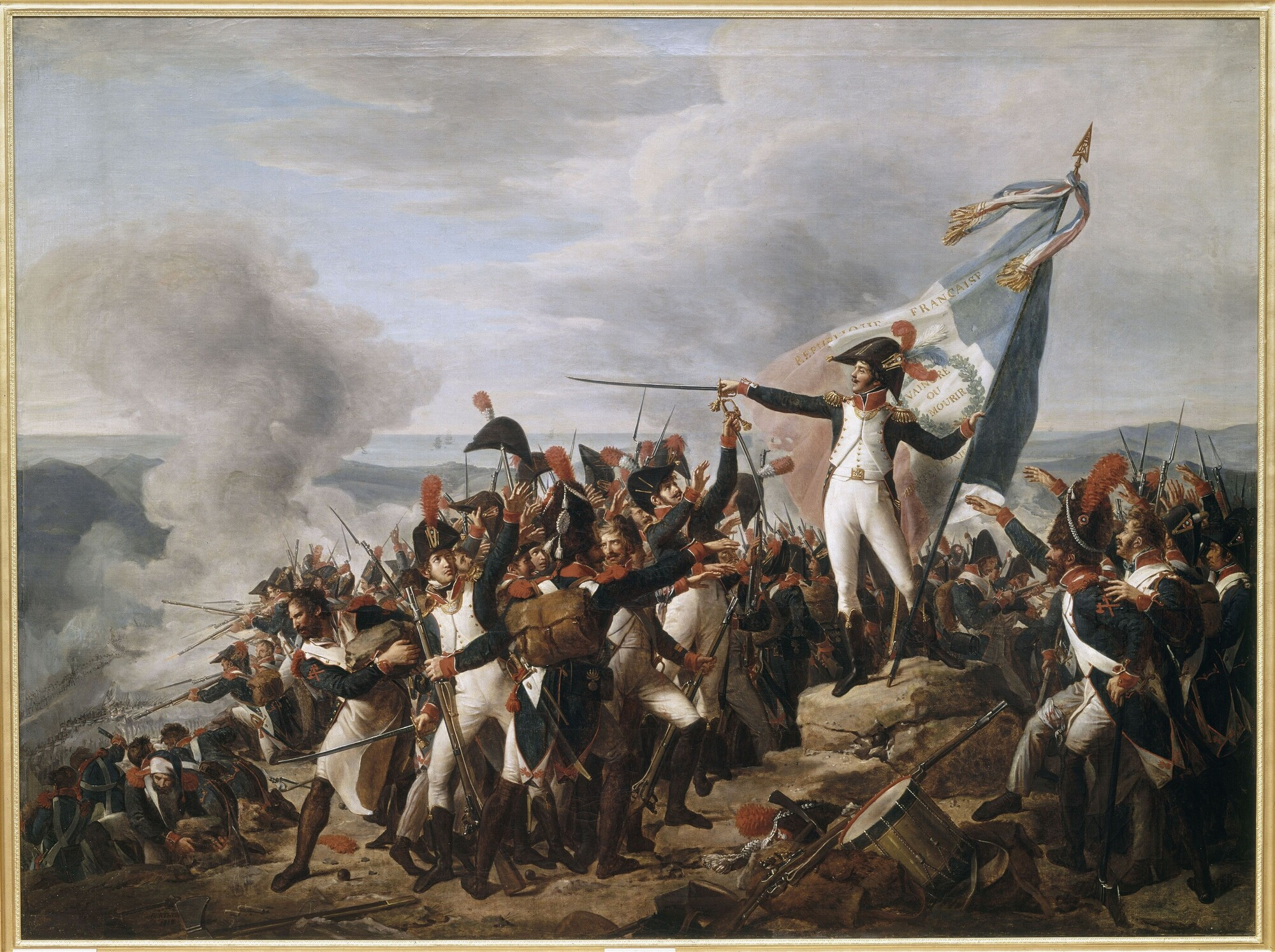
Rampon difende la ridotta di Monte Negino

Nacque nel 1759 a Saint-Fortunat nel dipartimento dell'Ardèche. Si diede sin da giovane alla carriera militare, entrando nel reggimento Medoc nel 1775. La sua carriera progredì a ritmo costante: entrato nei granatieri nel 1777, venne promosso caporale nel 1782, sergente nel 1783, sergente maggiore nel 1789 e sottotenente nel gennaio 1792 e tenente nell'agosto dello stesso anno. In seguito allo scoppio della guerra, prestò servizio nell'Armata del Var sotto il generale d'Anselme, partecipando all'occupazione della Contea di Nizza. Tra il 1793 ed il 1795, invece, fu trasferito nell'Armata dei Pirenei orientali. Divenuto capitano nel settembre 1793, ebbe modo di distinguersi durante la battaglia di Villelongue, dove fu promosso sul campo dai rappresentanti del popolo Fabre e Gaston a chef de brigade in via provvisoria. Mantenne il comando della propria brigata sino al mese successivo, quando il suo grado divenne definitivo e al contempo venne ferito e catturato durante la presa di Collioure il 20 dicembre 1793. Tornato in Francia solo dopo gli accordi di pace con gli spagnoli, venne destinato nuovamente all'Armata d'Italia, dove fu incaricato del comando della 129ª semibrigata dal generale Schérer. Fu solo dopo l'arrivo di Bonaparte che Rampon iniziò a distinguersi regolarmente: dopo la strenua difesa della ridotta di Monte Negino e aver preso parte alla battaglia di Montenotte, fu promosso a generale di brigata dal generale corso. Prese parte agli scontri di Dego e di Millesimo, divenendo in seguito il comandante della seconda brigata del corpo di Massena. Combatté valorosamente anche a Lonato, nell'assedio di Peschiera e durante la battaglia del ponte di Arcole. Prestò poi servizio nelle avanguardie di Massena durante le due battaglie di Rivoli e di La Favorita. Attraversò il Friuli e la Carinzia, vincendo uno scontro minore a Friesach.
Dopo aver passato un breve periodo in Svizzera sotto il comando del generale Brune, Rampon si trasferì nell'Armata d'Inghilterra, poi rinominata Armata d'Oriente, sotto l'espressa richiesta di Bonaparte. Salpò quindi per l'Egitto, dove gestì una delle brigate della divisione di Kléber. partecipò alla battaglia delle piramidi e poi seguì Napoleone nel corso della sua spedizione verso la Siria, combattendo ad al-Arish, a Giaffa, sul Monte Tabor e nell'assedio di San Giovanni d'Acri. Messo come sostituto del generale Bon alla guida della sua divisione, prese parte anche alla battaglia di Abukir poco prima della partenza di Bonaparte per la Francia. Venne promosso in via provvisoria a generale di divisione da Kléber nel gennaio 1800 e la ratifica di questa decisione avvenne a settembre dello stesso anno, dopo aver combattuto e vinto ad Eliopoli. Infine, comandò il centro dello schieramento francese durante la battaglia di Alessandria e poi le sue ridotte durante l'assedio della città. Nel frattempo, nel dicembre 1800 venne nominato senatore, carica che riuscì ad occupare solo dopo il suo rientro in Francia nel novembre 1801. Per i suoi meriti durante la campagna d'Egitto ricevette una sciabola d'onore.

### Sotto l'Impero e la Restaurazione

Stemma nobiliare di Rampon

A seguito alla creazione della Legion d'Onore e dell'Ordine della Corona ferrea, fu nominato Grand'Ufficiale della prima e Commendatore della seconda. Inoltre, nel 1808 fu creato Conte dell'Impero e nel 1810 Gran Cordone dell'Ordine dell'Unione.
In generale, fino al 1813, non ebbe alcun ruolo nell'organizzazione dell'esercito che richiedesse il servizio attivo: tra il 1805 ed il 1809 comandò le guardie nazionali e supervisionò l'organizzazione delle reclute nei dipartimenti del Nord, del passo di Calais, della Somme e della Lys; dal 1809 al 1811 fu responsabile della 3ª e della 4ª divisione dell'Armata del Nord del maresciallo Bernadotte; tra il 1811 ed il 1813 riorganizzò la 10ª divisione militare delle guardie nazionali presso il confine spagnolo e nel 1813 fece ritorno in Belgio per dirigere le guardie nazionali nel distretto di Anversa. In questo periodo, i suoi unici interventi militari furono durante l'invasione del Walcheren, quando organizzò e portò due intere divisioni di guardie nazionali ad Anversa, e durante le fasi finali della guerra della Sesta coalizione, quando difese Gorcum, finendo tra i prigionieri di guerra dopo la capitolazione della città.
Tornato in Francia nel 1814, dopo il ritorno dei Borbone fu nominato Pari di Francia e Cavaliere dell'Ordine di San Luigi. Nonostante ciò, si schierò assieme a Bonaparte durante i Cento Giorni, agendo come commissario straordinario della 4ª divisione militare, ed ottenendo anche dall'imperatore il titolo di Pari di Francia. Dopo la sconfitta di Waterloo fu il responsabile delle difese di Parigi lungo il lato meridionale della capitale. Venne privato del titolo di pari di Francia sino al 1819, quando fu reintegrato nell'elenco. Nel 1825, per decreto reale, fu elevato a Cavaliere di Gran Croce della Legion d'Onore. Morì a Parigi il 2 marzo 1842.